# Dmitar Obradović
Dmitar Obradović (Čemernica, 1947. – Topusko, 4. lipnja 1992.), predsjednik skupštine općine Vrginmost iz vremena Domovinskog rata. Predstavnik političke struje hrvatskih Srba s pobunjenih područja koji je bio za mirno rješenje svih problema.
Dmitar Obradović rođen je 1947. od oca Stevana i majke Mile. Bio je oženjen Hrvaticom Biserkom.
U vrijeme Domovinskog rata obnašao je dužnost predsjednika skupštine općine Vrginmost. Otvoreno se suprotstavljao osnivanju SAO Krajine i zalagao se za suživot i mir među Hrvatima i Srbima. Velikosrpski elementi bili su stava da Srbi ne mogu živjeti s Hrvatima, zbog čega su s područja pod svojom kontrolom sustavno protjerivali, a poslije i ubijali Hrvate. Ista je sudbina snašla i Srbe koji su bili za suživot odnosno za mirno rješenje krize. Obradović se otvoreno suprotstavio takvoj politici Milana Martića, što je onda bilo opasna stvar i samim Srbima.) Predsjednik Srpskog demokratskog foruma u Beogradu Drago Kovačević, višegodišnji direktor Centra za socijalni rad u Drnišu te posljednji pobunjenički gradonačelnik Knina prije hrvatske osloboditeljske akcije Oluje, izjavio je da je Obradović platio životom što je shvatio dvostruku igru, u kojoj je Slobodan Milošević na pobunjenim područjima uspostavio usporednu strukturu vlasti, u kojoj (pobunjenički) lokalni političari nikad nisu mogli sprovesti svoje odluke odnosno da je Slobodan Milošević preko policijskih snaga, Martića i crvenih beretki kontrolirao sprovođenje tih odluka, a neposlušnim političarima prijetila je opasnost gubitka života.
4. ožujka 1990. održan je projugoslovenski miting na Petrovoj gori, na kojem su govorili predsjednik SO Vrginmost Dmitar Obradović, general pukovnik Dušan Pekić, Jandre Bjelivuk i predstavnica SUBNOR-a Hrvatske Milka Kufrin. Nasuprot tom konceptu suživota Hrvata i Srba, 14. ožujka 1991. oko zgrade skupštine općine Vrginmost zbilo se masovno okupljanje srpskog naroda, koje je predvodila Srpska demokratska stranka, koja je tražila smjenu njoj nepodobnog predsjednika Dmitra Obradovića (pristaše suživota Hrvata i Srba) i zabranu unošenja šahovnice na područje općine Vrginmost. Kako su se okolnosti, odvijale, Obradović je kotirao kao pristaša mirne opcije. 
Ondašnji ministar unutarnjih poslova Republike Hrvatske Josip Boljkovac, izjavio je da je za nekadašnjeg predsjednika Srpskog nacionalnog vijeća t.zv. SAO Krajine Milu Dakića (kojeg su hrvatski sudovi poslije osudili u odsustvu na 20 godina jer je kao organizator naoružanih skupina na području Vojnića koje je političkim djelovanjem poticao na nasilje; 2014. oslobođen jer "na kraju dokaznog postupka tužiteljstvo nije uspjelo pronaći direktnu vezu kojom bi dokazalo umiješanost")) doznao tek preko Obradovića, a da je Obradović, na sastanku s Boljkovcem kazao ministru Boljkovcu da će nazvati u Vojnić da se ne dogodi kao što se dogodilo u Vrginmostu.
Zbog takvog stava likvidirale su ga pobunjeničke srpske snage likvidirale (crvene beretke), optuživši za zločin Hrvate.
Umro je kao posljedica ranjavanja iz zasjede. 16. lipnja 1992. na Topličkim kosama nedaleko od Topuskog teško je ranjen u zasjedi. Automobil koji je vozio pogođen je s 36 metaka, a Obradović je umro u bolnici na Petrovoj gori. Pokopan je u selu Pješčanica u općini Vrginmost.